# Фернандо Сукре
Фернандо Сукре (енг. Fernando Sucre) је измишљени лик из америчке ТВ серије Бекство из затвора. Његов лик тумачи Амаури Ноласко. Сукре се у серији први пут појављује у првој епизоди. 
Фернандо Сукре је порториканског порекла. Одрастао је у Чикагу, а откако је стигао у Фокс ривер, био је узоран затвореник. Он је ушао у продавницу пића са празним ватреним оружјем. То је урадио да би обезбедио довољно новца који му је био потребан да би купио веренички прстен својој девојци Марикруз Делгадо, коју је упознао три године раније. Полиција је дошла на место злочина пре него што је он успео да побегне и одмах су га ухапсили. Казна због пљачке износи 5 година затвор. 
Сукре и Марикруз су били заједно две године пре него што је он отишао у затвор, а шест месеци после његовог хапшења, Марикруз се преселила у Њујорк и прихватила посао у модној индустрији. Месец дана после њеног пресељења, Фернандов рођак Хектор се такође преселио у Њујорк. Пријатељима је рекао да га је фирма пребацила у други град, али они који га добро знају верују да је он захтевао да буде пребачен како би био ближе Марикрузу. 